# Armazém
Armazém es un municipio brasileño del estado de Santa Catarina. Tiene una población estimada al 2021 de 8 843 habitantes.

## Historia
Fundado por azorianos y vicentinos que se establecieron en laas mesetas de la región sur provenientes de la costa catarinense. El nombre del municipio, Armazém (en portugués:Almacén) viene de una casa comercial popular de la época.
Armazém fue ligado a Tubarão como distrito en 1901. Fue creado como municipio el 19 de diciembre de 1958.